# Austrogoniodes concii
Austrogoniodes concii är en insektsart som först beskrevs av Kéler 1952.  Austrogoniodes concii ingår i släktet pingvinlöss, och familjen fjäderlöss. Inga underarter finns listade i Catalogue of Life.